# Aclopinae
Aclopinae (лат.) — подсемейство жесткокрылых насекомых из семейства пластинчатоусых.

## Описание
Тело удлинённое и овальное. Лабрум (Labrum) и мандибулы вытянутые, расположенные за апексом наличника, наличник с небольшим рогом или без него. Усики девяти-сегментные, булава трёх-сегментная, сегменты не опушены.

## Распространение
Члены семейства встречаются в Австралии, на Борнео и в Южной Америке. Четыре вида из рода Neophaenognatha распространены в Аргентине; шесть видов Aclopus — в Бразилии и Аргентине.

## Экология и местообитания
Мало известно об экологии и биологии этих жуков. Личинки подсемейства не описаны. Взрослые особи австралийских видов Phaenognatha летят на свет включённых фар. Известно, что самки нескольких видов не имеют способности летать.

## Систематика
Подсемейство включает в себя 4 рода с 19 видами.
- Aclopus Erichson, 1835
- Neophaenognatha Allsopp, 1983
- Phaenognatha Hope, 1842
- Xenaclopus Arrow, 1909